# Ligue européenne féminine de handball
La Ligue européenne féminine de handball (en anglais : EHF European League) est une compétition de clubs féminins de handball. Créée en 1981 par la Fédération internationale de handball (IHF), la compétition est appelée Coupe de l'IHF jusqu'en 1993 puis Coupe de l'EHF après la création de la Fédération européenne de handball (EHF). Elle prend sa dénomination actuelle en 2020. Depuis la disparition de la Coupe des vainqueurs de coupe en 2012, il s'agit de la seconde coupe d'Europe par ordre d'importance après la Ligue des champions.
Avec trois victoires, les clubs danois du Viborg HK et d'Ikast Håndbold sont les plus titrés.

## Palmarès
De 1982 à 1993, la compétition est organisée par la Fédération internationale de handball (IHF) sous le nom de coupe de l'IHF :
| Saison    | Vainqueur                  | Finaliste               | Scores           | Total   |
| --------- | -------------------------- | ----------------------- | ---------------- | ------- |
| 1982      | ŽRK Trešnjevka Zagreb (hr) | Eglė Vilnius            | 30 – 27, 17 – 19 | 47 – 46 |
| 1983 (de) | Avtomobilist Bakou         | Empor Rostock           | 20 – 14, 18 – 15 | 38 – 29 |
| 1984 (de) | Chimistul Râmnicu Vâlcea   | VfL Oldenburg           | 22 – 18, 29 – 21 | 51 – 39 |
| 1985 (de) | ASKV Francfort/Oder        | Vasas Budapest          | 17 – 19, 19 – 13 | 36 – 32 |
| 1986 (de) | SC Leipzig                 | Debreceni VSC           | 16 – 22, 25 – 15 | 41 – 37 |
| 1987 (de) | ŽRK Budućnost Podgorica    | Start Bratislava (sk)   | 21 – 23, 34 – 27 | 55 – 50 |
| 1988 (de) | Eglė Vilnius               | ŽRK Budućnost Podgorica | 34 – 20, 22 – 32 | 56 – 52 |
| 1989 (de) | Chimistul Râmnicu Vâlcea   | Eglė Vilnius            | 26 – 18, 21 – 26 | 47 – 44 |
| 1990 (de) | ASKV Francfort/Oder        | Spartak Kiev            | 19 – 22, 21 – 16 | 40 – 38 |
| 1991 (de) | Lokomotiva Zagreb          | TSV Bayer 04 Leverkusen | 19 – 11, 19 – 20 | 38 – 31 |
| 1992 (de) | SC Leipzig                 | Tempo Partizánske       | 24 – 19, 28 – 18 | 52 – 37 |
| 1993      | Rapid Bucarest             | CSL Dijonnais           | 28 – 16, 22 – 24 | 50 – 40 |

Logo jusqu'en 2020

De 1993 à 2020, la compétition est organisée par la Fédération européenne de handball (EHF) sous le nom de Coupe de l'EHF :
| Saison | Vainqueur                                                          | Finaliste                                                          | Scores                                                             | Total                                                              |
| ------ | ------------------------------------------------------------------ | ------------------------------------------------------------------ | ------------------------------------------------------------------ | ------------------------------------------------------------------ |
| 1994   | Viborg HK                                                          | Debreceni VSC                                                      | 23 – 20, 21 – 24                                                   | 44E – 44                                                           |
| 1995   | Debreceni VSC                                                      | Bækkelagets SK                                                     | 22 – 14, 22 – 30                                                   | 44E – 44                                                           |
| 1996   | Debreceni VSC                                                      | Larvik HK                                                          | 20 – 23, 18 – 15                                                   | 38E – 38                                                           |
| 1997   | RK Olimpija Ljubljana                                              | Borussia Dortmund                                                  | 26 – 18, 26 – 30                                                   | 52 – 48                                                            |
| 1998   | Dunaferr NK                                                        | HC SCP Banská Bystrica                                             | 26 – 22, 34 – 27                                                   | 60 – 49                                                            |
| 1999   | Viborg HK                                                          | Győri ETO KC                                                       | 21 – 24, 28 – 21                                                   | 49 – 45                                                            |
| 2000   | El Ferrobus Mislata                                                | Tertnes IL                                                         | 24 – 22, 18 – 19                                                   | 42 – 41                                                            |
| 2001   | MKS Lublin                                                         | Podravka Koprivnica                                                | 28 – 21, 24 – 24                                                   | 52 – 45                                                            |
| 2002   | Ikast-Bording EH                                                   | Győri ETO KC                                                       | 25 – 30, 36 – 23                                                   | 61 – 53                                                            |
| 2003   | Slagelse FH                                                        | Dunaferr NK                                                        | 22 – 27, 27 – 20                                                   | 49 – 47                                                            |
| 2004   | Viborg HK                                                          | Győri ETO KC                                                       | 27 – 27, 37 – 21                                                   | 64 – 48                                                            |
| 2005   | Alcoa FKC                                                          | Győri ETO KC                                                       | 21 – 27, 28 – 19                                                   | 49 – 46                                                            |
| 2006   | FTC Budapest                                                       | Podravka Vegeta                                                    | 37 – 36, 33 – 32                                                   | 70 – 68                                                            |
| 2007   | Zvezda Zvenigorod                                                  | Ikast-Bording EH                                                   | 30 – 35, *32 – 22                                                  | 62 – 57                                                            |
| 2008   | HC Dinamo Volgograd                                                | CS Itxako-Navarra                                                  | *27 – 25, 23 – 20                                                  | 50 – 45                                                            |
| 2009   | CS Itxako-Navarra                                                  | HC Leipzig                                                         | *27 – 19, 25 – 26                                                  | 52 – 45                                                            |
| 2010   | Randers HK                                                         | Prosalia Elda Prestigio                                            | *20 – 22, 30 – 24                                                  | 50 – 46                                                            |
| 2011   | FC Midtjylland                                                     | Team Tvis Holstebro                                                | *24 – 26, 28 – 21                                                  | 52 – 47                                                            |
| 2012   | Lada Togliatti                                                     | HC Zalău                                                           | 30 – 24, 21 – 20                                                   | 51 – 44                                                            |
| 2013   | Team Tvis Holstebro                                                | Metz Handball                                                      | *31 – 35, 33 – 28                                                  | 64 – 63                                                            |
| 2014   | Lada Togliatti                                                     | Team Esbjerg                                                       | 36 – 25, 32 – 32                                                   | 68 – 57                                                            |
| 2015   | Team Tvis Holstebro                                                | Rostov-Don                                                         | 33 – 20, 22 – 33                                                   | 55 – 53                                                            |
| 2016   | Dunaferr NK                                                        | TuS Metzingen                                                      | 26 – 28, 29 – 21                                                   | 56 – 49                                                            |
| 2017   | Rostov-Don                                                         | SG BBM Bietigheim                                                  | 28 – 25, 25 – 21                                                   | 53 – 46                                                            |
| 2018   | SCM Craiova                                                        | Vipers Kristiansand                                                | 22 – 26, 30 – 25                                                   | 52 – 51                                                            |
| 2019   | Siófok KC                                                          | Team Esbjerg                                                       | 21 – 21, 26 – 21                                                   | 47 – 42                                                            |
| 2020   | Annulée en demi-finales en conséquence de la pandémie de Covid-19. | Annulée en demi-finales en conséquence de la pandémie de Covid-19. | Annulée en demi-finales en conséquence de la pandémie de Covid-19. | Annulée en demi-finales en conséquence de la pandémie de Covid-19. |

Depuis 2020, la compétition est organisée par la Fédération européenne de handball (EHF) sous le nom de Ligue européenne :
| 2021 | Nantes Atlantique HB | 36 – 31 | Siófok KC           | CS Minaur Baia Mare    | 33 – 31    | Herning-Ikast Håndbold |
| 2022 | SG BBM Bietigheim    | 31 – 20 | Viborg HK           | Herning-Ikast Håndbold | 29 – 28    | CS Minaur Baia Mare    |
| 2023 | Ikast Håndbold       | 31 – 24 | Nykøbing Falster HK | Borussia Dortmund      | 28 – 23    | Thüringer HC           |
| 2024 | Storhamar Håndball   | 29 – 27 | CS Gloria Bistrița  | Neptunes de Nantes     | 39 – 38tab | HC Dunărea Brăila      |
| 2025 | Thüringer HC         | 34 – 32 | Ikast Håndbold      | JDA Bourgogne Dijon    | 32 – 27    | HSG Blomberg-Lippe     |
| 2026 | -                    | ?? – ?? | -                   | -                      | ?? – ??    | -                      |

## Bilan

### Par club
| Rang  | Club                       | Finales gagnées | Finales gagnées  | Finales perdues | Finales perdues        |
| Rang  | Club                       | Nombre          | Année(s)         | Nombre          | Année(s)               |
| ----- | -------------------------- | --------------- | ---------------- | --------------- | ---------------------- |
| 1     | Ikast Håndbold             | 3               | 2002, 2011, 2023 | 2               | 2007, 2025             |
| 2     | Viborg HK                  | 3               | 1994, 1999, 2004 | 1               | 2022                   |
| 3     | Debreceni VSC              | 2               | 1995, 1996       | 2               | 1986, 1994             |
| 4     | HC Leipzig                 | 2               | 1986, 1992       | 1               | 2009                   |
| -     | Team Tvis Holstebro        | 2               | 2013, 2015       | 1               | 2011                   |
| -     | Dunaferr NK                | 2               | 1998, 2016       | 1               | 2003                   |
| 7     | Chimistul Râmnicu Vâlcea   | 2               | 1984, 1989       | 0               | -                      |
| -     | - ASKV Francfort/Oder      | 2               | 1985, 1990       | 0               | -                      |
| -     | Lada Togliatti             | 2               | 2012, 2014       | 0               | -                      |
| 10    | - Eglė Vilnius             | 1               | 1988             | 2               | 1982, 1989             |
| 11    | - ŽRK Budućnost Podgorica  | 1               | 1987             | 1               | 1988                   |
| -     | CS Itxako-Navarra          | 1               | 2009             | 1               | 2008                   |
| -     | Rostov-Don                 | 1               | 2017             | 1               | 2015                   |
| -     | Siófok KC                  | 1               | 2019             | 1               | 2021                   |
| -     | SG BBM Bietigheim          | 1               | 2022             | 1               | 2017                   |
| 16    | - RK Tresnjevka Zagreb     | 1               | 1982             | 0               | -                      |
| -     | - Automobilist Bakou       | 1               | 1983             | 0               | -                      |
| -     | - Lokomotiva Zagreb        | 1               | 1991             | 0               | -                      |
| -     | Rapid Bucarest             | 1               | 1993             | 0               | -                      |
| -     | RK Olimpija Ljubljana      | 1               | 1997             | 0               | -                      |
| -     | El Ferrobus Mislata        | 1               | 2000             | 0               | -                      |
| -     | MKS Lublin                 | 1               | 2001             | 0               | -                      |
| -     | Slagelse FH                | 1               | 2003             | 0               | -                      |
| -     | Alcoa FKC                  | 1               | 2005             | 0               | -                      |
| -     | FTC Budapest               | 1               | 2006             | 0               | -                      |
| -     | Zvezda Zvenigorod          | 1               | 2007             | 0               | -                      |
| -     | HC Dinamo Volgograd        | 1               | 2008             | 0               | -                      |
| -     | Randers HK                 | 1               | 2010             | 0               | -                      |
| -     | SCM Craiova                | 1               | 2018             | 0               | -                      |
| -     | Nantes Atlantique Handball | 1               | 2021             | 0               | -                      |
| -     | Storhamar Håndball         | 1               | 2024             | 0               | -                      |
| -     | Thüringer HC               | 1               | 2025             | 0               | -                      |
| 33    | Győri ETO KC               | 0               | -                | 4               | 1999, 2002, 2004, 2005 |
| 34    | ŽRK Podravka Koprivnica    | 0               | -                | 2               | 2001, 2003             |
| 35    | Empor Rostock              | 0               | -                | 1               | 1983                   |
| -     | VfL Oldenburg              | 0               | -                | 1               | 1984                   |
| -     | Vasas Budapest             | 0               | -                | 1               | 1985                   |
| -     | - Start Bratislava (sk)    | 0               | -                | 1               | 1987                   |
| -     | - Spartak Kiev             | 0               | -                | 1               | 1990                   |
| -     | TSV Bayer 04 Leverkusen    | 0               | -                | 1               | 1991                   |
| -     | - Tempo Partizánske        | 0               | -                | 1               | 1992                   |
| -     | Cercle Dijon Bourgogne     | 0               | -                | 1               | 1993                   |
| -     | Bækkelagets SK             | 0               | -                | 1               | 1995                   |
| -     | Larvik HK                  | 0               | -                | 1               | 1996                   |
| -     | Borussia Dortmund          | 0               | -                | 1               | 1997                   |
| -     | HC SCP Banská Bystrica     | 0               | -                | 1               | 1998                   |
| -     | Tertnes IL                 | 0               | -                | 1               | 2000                   |
| -     | Prosalia Elda Prestigio    | 0               | -                | 1               | 2010                   |
| -     | HC Zalău                   | 0               | -                | 1               | 2012                   |
| -     | Metz Handball              | 0               | -                | 1               | 2013                   |
| -     | Team Esbjerg               | 0               | -                | 1               | 2014                   |
| -     | TuS Metzingen              | 0               | -                | 1               | 2016                   |
| -     | Vipers Kristiansand        | 0               | -                | 1               | 2018                   |
| -     | Team Esbjerg               | 0               | -                | 1               | 2019                   |
| -     | Nykøbing Falster HK        | 0               | -                | 1               | 2023                   |
| -     | CS Gloria Bistrița         | 0               | -                | 1               | 2024                   |
| /     | Arrêtée                    | 1               | 2020             | 1               | 2020                   |
| Total | Total                      | 44              | 1982-2025        | 44              | 1982-2025              |

### Par nation
| Rang  | Nation         | Finales | Finales | Finales |
| Rang  | Nation         | Gagnées | Perdues | Total   |
| ----- | -------------- | ------- | ------- | ------- |
| 1     | Danemark       | 10      | 8       | 18      |
| 2     | Hongrie        | 7       | 9       | 16      |
| 3     | Allemagne      | 6       | 6       | 12      |
| 4     | Russie         | 5       | 1       | 6       |
| 5     | Roumanie       | 4       | 2       | 6       |
| 6     | Croatie        | 2       | 2       | 4       |
| -     | Espagne        | 2       | 2       | 4       |
| 7     | Norvège        | 1       | 4       | 5       |
| 9     | France         | 1       | 2       | 3       |
| -     | Lituanie ()    | 1       | 2       | 3       |
| 11    | Monténégro     | 1       | 1       | 2       |
| 12    | Azerbaïdjan () | 1       | 0       | 1       |
| -     | Pologne        | 1       | 0       | 1       |
| -     | Slovénie       | 1       | 0       | 1       |
| 15    | Slovaquie      | 0       | 3       | 3       |
| 16    | Ukraine ()     | 0       | 1       | 1       |
| /     | Arrêtée        | 1       | 1       | 2       |
| Total | Total          | 44      | 44      | 88      |

## Statistiques
- Plus grand nombre de victoires en finale : 3  Viborg HK et Ikast Håndbold
- Plus grand nombre de défaites en finale : 4  Győri ETO KC
- Aucun club n'a gagné 2 finales consécutives.
- Plus grand nombre de défaites consécutives en finale : 2  Győri ETO KC de 2004 à 2005
- Plus grand nombre de participations à une finale : 4  Viborg HK, Ikast Håndbold,  Debreceni VSC et Győri ETO KC
- Plus grand nombre de participation consécutives à une finale : 2  Győri ETO KC de 2004 à 2005 et  CS Itxako-Navarra de 2008 à 2009
- Clubs ayant gagné une finale sans jamais en avoir perdu :
  -  Alcoa FKC
  -  FTC Budapest
  -  Rapid Bucarest
  -  -  ASKV Francfort/Oder
  -  SC DHfK Leipzig
  -  RK Olimpija Ljubljana
  -  MKS Lublin
  -  El Ferrobus Mislata
  -  Slagelse FH
  -  Chimistul Râmnicu Vâlcea
  -  HC Dinamo Volgograd
  -  Zvezda Zvenigorod
  -  Handball Club Lada Togliatti
  -  Nantes Atlantique Handball
  -  Storhamar Håndball
- Clubs ayant perdu en finale sans jamais en avoir gagné :
  - Quatre finales perdues :
    -  Győri ETO KC

  - Deux finales perdues :
    -  Podravka Vegeta, Koprivnica
    -  Team Esbjerg
- Finales ayant opposées 2 clubs d'un même pays :
  -  Alcoa FKC -  Győri ETO KC en 2006
  -  Ikast Håndbold -   Nykøbing Falster HK en 2023